# Армстронг (Міссурі)
Армстронг (англ. Armstrong) — місто (англ. city) в США, в окрузі Говард штату Міссурі. Населення — 243 особи (2020).

## Географія
Армстронг розташований за координатами 39°16′9″ пн. ш. 92°42′15″ зх. д. / 39.26917° пн. ш. 92.70417° зх. д. (39.269180, -92.704173).  За даними Бюро перепису населення США в 2010 році місто мало площу 2,12 км², уся площа — суходіл.

## Демографія
Згідно з переписом 2010 року, у місті мешкали 284 особи в 111 домогосподарстві у складі 78 родин. Густота населення становила 134 особи/км².  Було 137 помешкань (64/км²).
Расовий склад населення:
| - 95,1 % — білих - 2,1 % — корінних американців - 1,8 % — чорних або афроамериканців |

До двох чи більше рас належало 1,1 %. Частка іспаномовних становила 0,0 % від усіх жителів.
За віковим діапазоном населення розподілялося таким чином: 26,4 % — особи молодші 18 років, 60,9 % — особи у віці 18—64 років, 12,7 % — особи у віці 65 років та старші. Медіана віку мешканця становила 37,5 року. На 100 осіб жіночої статі у місті припадало 102,9 чоловіків;  на 100 жінок у віці від 18 років та старших — 90,0 чоловіків також старших 18 років.
Середній дохід на одне домашнє господарство  становив 46 861 долар США (медіана — 32 500), а середній дохід на одну сім'ю — 50 847 доларів (медіана — 50 000). За межею бідності перебувало 39,0 % осіб, у тому числі 50,0 % дітей у віці до 18 років та 28,6 % осіб у віці 65 років та старших.
Цивільне працевлаштоване населення становило 159 осіб. Основні галузі зайнятості: освіта, охорона здоров'я та соціальна допомога — 25,2 %, мистецтво, розваги та відпочинок — 14,5 %, будівництво — 14,5 %.